# 시부사와 에이이치
시부사와 에이이치(일본어: 渋沢 栄一 시부사와 에이치[*], 1840년 3월 16일 ~ 1931년 11월 11일)는 메이지 시대와 다이쇼 시대 초기 일본 대장성의 관료이자 기업인이다. 작위는 자작이며 일본 화폐의 인물이다.
막말의 농민으로 태어나 훗날 사무라이 신분인 막신이 되었으며, 메이지 정부에서는 대장소보사무취급(大蔵少輔事務取扱)이란 관직을 맡아, 대장성을 맡은 이노우에 가오루 밑에서 재정정책을 집행하였다. 관직에서 물러난 이후에는 사업가가 되어, 제일국립은행이나 이화학연구소, 도쿄 증권거래소처럼 다양한 기업의 설립, 경영에 관여하였고, 니쇼가쿠샤(二松學舍) 제3대 사장(현 니쇼가쿠샤대학), 상법강습소(商法講習所) (현 히토쓰바시 대학), 오쿠라상업학교(大倉商業学校) (현 도쿄경제대학)의 설립에 기여하여 「일본 자본주의의 아버지(日本資本主義の父)」 라고 불린다. 또한, 논어를 통한 경영철학으로도 널리 알려져 있다. 위계훈등작위(位階勲等爵位)는 '정이위 훈일등 자작(正二位勲一等子爵)'이다. 아호(雅号)는 세이엔(青淵)이다. 생전에는 일본의 내각총리대신을 여러 번 지낸 이토 히로부미와 절친한 사이였다.

## 생애

### 초년시절

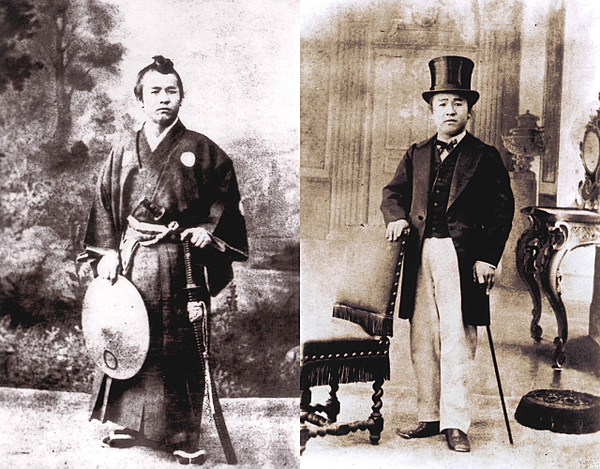
좌：1866년 우：1867년

1840년 2월 13일, 무사시국 한자와군(榛沢郡) 지아라이지마무라(血洗島村) (현 사이타마현 후카야시)에서 아버지인 시부사와 이치로우에몬 모토스케(渋沢市郎右衛門元助) (1810년 ~ 1871년)와 어머니인 에이(エイ)의 장남으로서 태어났다. 아명은 에이지로(栄二郎)와 이치사부로(市三郎)이다. 이후, 에이이치로(栄一郎), 도쿠다유(篤太夫), 도쿠타로(篤太郎) 등의 이름을 갖게 된다. 시부사와 세이이치로는 그의 사촌 형이다.
시부사와 가문은 아이다마(藍玉) 물감의 제조, 판매와 양잠을 주력으로 하면서 쌀, 보리, 야채의 생산도 하는 부농이었다. 원료의 매입과 판매를 일상적으로 하고 있었기 때문에, 일반적인 농가와 달리 언제나 계산을 하고있는 상업적인 재능이 필요했다. 에이이치도 아버지와 함께 신슈(信州)와 죠슈(上州)까지 걸어다니면서 쪽을 팔았다. 14살 때에는 혼자서 쪽잎을 매입하게 되었는데, 이 때의 경험이 훗날 그가 유럽의 경제 시스템을 흡수하기 쉬운 밑바탕을 만들어내었고, 이것이 이후 그의 현실적인 합리주의 사상으로 이어졌다는 평이 있다.
그는 5살부터 아버지와 함께 독서를 시작해 7살 때엔 사촌 형인 오다카 아쓰타다(尾高惇忠)가 있는 곳을 오가며, 사서오경과 『일본외사』를 배운다. 검술은, 오카와 헤이베에(大川平兵衛)로부터 신도무념류(神道無念流)를 배웠다.
19살 때 (1858년)에는 아쓰타다(惇忠)의 여동생인 오다카 지요(尾高千代)와 결혼하여, 이름을 에이이치로(栄一郎)로 바꾸고는, 1861년에 에도로 나와 가이호 교손(海保漁村)의 문하생이 된다. 또 북진일도류를 가르치는 지바 에이지로(千葉栄次郎) 도장에 입문하여, 검술 수행을 하는 한편 근황지사들과 관계를 맺는다. 그 영향 때문에 1863년에 존왕양이에 눈을 떠, 다카사키성(高崎城)을 탈취하여 무기를 빼앗고, 요코하마를 화공(火攻)으로 공격한 뒤 조슈번과 연대하여 막부를 무너뜨린다는 계획을 세운다. 그러나 아쓰타다의 남동생인 오다카 조시치로(尾高長七郎)의 필사적인 설득에 따라 계획을 중지하게 된다.
가족의 피해를 막기위해 아버지로부터 의절을 당하는 형식을 취하고 교토에 나오지만, 8월 18일의 정변 직후였기 때문에, 근황파가 약해진 교토에서의 지사 활동에 한계를 느끼고는, 에도 유학 시절부터 교제를 하고 있었던 히토쓰바시 가문(一橋家)의 가신인 히라오카 엔시로(平岡円四郎)의 천거에 의해 도쿠가와 요시노부를 섬기게 된다. 주군을 모시는 동안에는 히토쓰바시 가문(一橋家)의 영내(領内)를 돌아다니면서, 농병(農兵)의 모집에 종사하였다.
주군인 요시노부가 쇼군이 되자 에이이치도 막신이 되었는데, 파리 만국박람회에 쇼군 대리인으로서 출석하는 도쿠가와 아키타케의 수행원으로서 어감정격육군부조역(御勘定格陸軍付調役)이라는 직함을 얻어, 프랑스로 간다. '파리 만국박람회'를 시찰한 뒤, 유럽 각국을 방문하는 아키타케를 수행했다. 각지에서 선진적인 산업, 군비, 사회를 보고 감명을 받았다. 또한 프랑스 체류 중에, 직함이 어감정격육군부조역(御勘定格陸軍付調役)에서 외국봉행지배조역(外国奉行支配調役)으로 바뀌었고, 그 후 다시 직함이 개성소봉행지배조역(開成所奉行支配調役)으로 바뀌었다.
파리 만국박람회와 유럽 각국에 대한 방문을 끝낸 후, 아키타케는 파리에서 유학을 하게 되지만, 대정봉환이 일어남에 따라, 1868년 5월에 신정부로부터 귀국을 명받았고, 1868년 10월 19일에 마르세유에서 귀국 길에 올라, 같은 해 12월 16일에 요코하마항으로 귀국하였다.

### 재계 활동

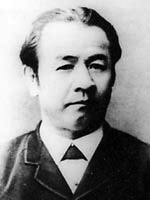
대장성 관료시절의 시부사와

귀국 후에는 요시노부가 시즈오카번에서 일하라는 명령을 내리기도 하였으나 이후 다시 「이제부터는 너의 길을 가거라」하자 시부사와는 그 뜻을 받들었다. 이후 프랑스에서 배운 '주식회사 제도'를 일본에 도입하였고, 1869년 1월에 신정부에서 빌린 돈을 갚기위해 시즈오카 상법회소(商法会所)를 설립하였다. 그러다가 오쿠마 시게노부의 설득으로 10월에는 대장성에 들어가게 된다. 대장성 관료로서 개혁안에 대한 기획 입안을 하거나, 도량형의 제정과 국립은행조례제도(国立銀行条例制定)에 관여하였다. 1872년에는 지폐료의 장에 취임하였다. 독일에서 인쇄된 '메이지통보'(통칭 게르만 지폐) 업무를 다루었는데 위조 지폐 사건의 발생도 적지 않았다. 예산 편성을 둘러싸고, 오쿠보 도시미치 및 오쿠마 시게노부와 대립하여, 1873년에 이노우에 가오루와 함께 퇴직했다. 1875년 상법강습소(商法講習所)를 설립한다.
얼마뒤 관료 시절에 설립을 주도했었던 제일국립은행(현 미즈호 은행)장이 되었고, 이후에 계속 실업계에 몸을 둔다. 또, 제일국립은행뿐만 아니라, 77국립은행(七十七国立銀行) 등 많은 지방은행의 설립을 지도하였다.
은행들 외에, 도쿄가스(東京瓦斯), 도쿄해상화재보험(東京海上火災保険) (현 도쿄해상일동화재보험[東京海上日動火災保険]), 오지제지(王子製紙), 전원도시(田園都市) (현 도쿄 급행 전철), 지치부시멘트(秩父セメント) (현 태평양시멘트[太平洋セメント]), 제국호텔, 지치부철도, 게이한 전기 철도, 도쿄증권거래소, 기린 맥주, 삿포로 맥주, 동양방적(東洋紡績) (현 토요보[東洋紡]), 대일본제당(大日本製糖), 메이지제당(明治製糖), 시부사와창고(澁澤倉庫) 등, 다종다양한 기업의 설립에 관여하였는데, 그 숫자가 500개 이상이라고 여겨지고 있다. 1887년 무렵에, 시부사와(渋沢)를 추앙하는 경영자와 관리직(管理職)이 모이는 류몬샤(龍門社)가 조직되었고 쇼와시대(1926~1989년) 초기에는 그 회원의 숫자가 수천 명을 헤아렸다.
〈외국인 토지소유 금지법(外人土地所有禁止法)〉 (1912년)에서 보이는 '일본 이민 배척운동' 등으로 인해 미일관계가 악화되었을 때에는 미국의 보도기관에 일본의 뉴스를 보내는 통신사를 만들어 일본에 대한 이해를 높이자고 제안하였다. 이 계획을 성공시키지는 못하였지만, 이것이 현재의 지지통신사(時事通信社)와 교도 통신사의 기원이 되었다.
시부사와가 미쓰이 다카요시, 이와사키 야타로, 야스다 젠지로(安田善次郎), 스미토모 도모이토, 후루카와 이치베에(古河市兵衛), 오쿠라 기하치로(大倉喜八郎), 아사노 소이치로(淺野総一郎) 등과 같은 메이지시대의 재벌 창시자들과 크게 다른 점은, 「시부사와 재벌(渋沢財閥)」 을 만들지 않았다는 점이다. '사익을 좇지 않고 공익을 꾀한다'라는 생각을 평생에 걸쳐 실천하였으며 후계자인 손자 시부사와 게이조(渋沢敬三)에게도 이 점을 굳게 다짐하게 하였다. 시부사와는 재계 은퇴 이후에 시부사와동족주식회사(渋沢同族株式会社)를 창설하였는데, 이를 중심으로 하는 기업군이 이후 「시부사와 재벌」 이라고 불렸던 적도 있었지만, 이것은 어디까지나 사후의 재산 분쟁을 방지하기 위하여 세운 지주회사 격으로, 시부사와동족주식회사가 보유하는 주식은 회사 주식의 20% 이하였으며, 대부분의 경우는 수%에도 미치지 못하는 것이었다. 다른 재벌 설립자들이 모두 남작 작위에 그쳤던 데에 반해, 시부사와만이 홀로 자작 작위를 수여받았던 것도, 그러한 공공에 대한 봉사를 일찍부터 인정받았기 때문이었다. 1931년에 향년 92세로 사망하였다.

### 정계 활동

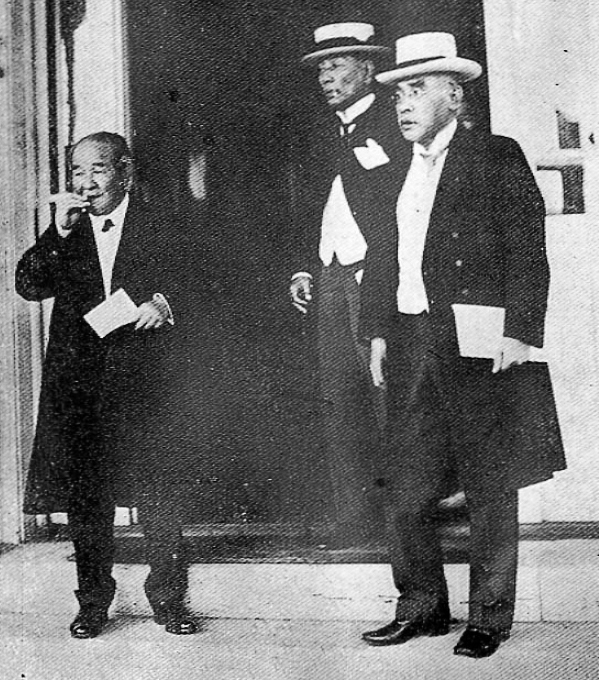
지진부흥위원회 좌로부터 시부사와 伊東巳代治 加藤高明

시부사와는 실업계 인물들 중에서도 가장 사회활동에 열심인 편이었다. 도쿄시의 요청으로 양육원(養育院) (현재의 '도쿄도 건강장수 의료센터') 원장을 지낸 외에, 도쿄자혜회(東京慈恵会), 일본 적십자사, 나예방협회(癩予防協会)의 설립 등에 관여하였으며, '재단법인 세이루카국제병원(財団法人聖路加国際病院)' 초대 이사장, '재단법인 다키노가와학원(滝乃川学園)' 초대 이사장, 'YMCA 환태평양 연락회의(YMCA環太平洋連絡会議)'의 일본 측 의장 등도 역임하였다.
러일전쟁 발발 1년 전인 1903년, 인도와의 무역의 중요성을 인식하고 있었던 시부사와는, 오쿠마 시게노부 등과 함께 일인협회(日印協会)의 설립에 관여하였으며 그 제3대 회장을 역임하였다. 간토 대지진 재난 때에는 대진재선후회(大震災善後会)의 부회장이 되어 기부금 모으기를 위해 활동했다.
당시에는 실업 교육(實業敎育)이 별로 이루어지지 않고 있었는데, 시부사와는 교육에도 힘을 기울여 모리 아리노리와 함께 상법강습소(商法講習所), 오쿠라 기하치로(大倉喜八郎)와 오쿠라상업학교(大倉商業学校)의 설립에 협력한 외에, 니쇼학사(二松學舍)의 제3대 사장(舎長)에 취임하였다. '학교법인 고쿠시칸(学校法人国士舘)의 설립, 경영에 관여하였고, 이노우에 가오루에게 부탁받아 도시샤 대학에 대한 기부금 총괄 업무에 관여하였다. 또한, 남존여비(男尊女卑)의 영향이 남아있었던 시대에 여성에 대한 교육의 필요성을 생각하여, 이토 히로부미, 가쓰 가이슈 등과 함께 여자교육장려회를 설립하였으며, 일본여자대학, 도쿄여학관(東京女学館)의 설립에 관여하였다.

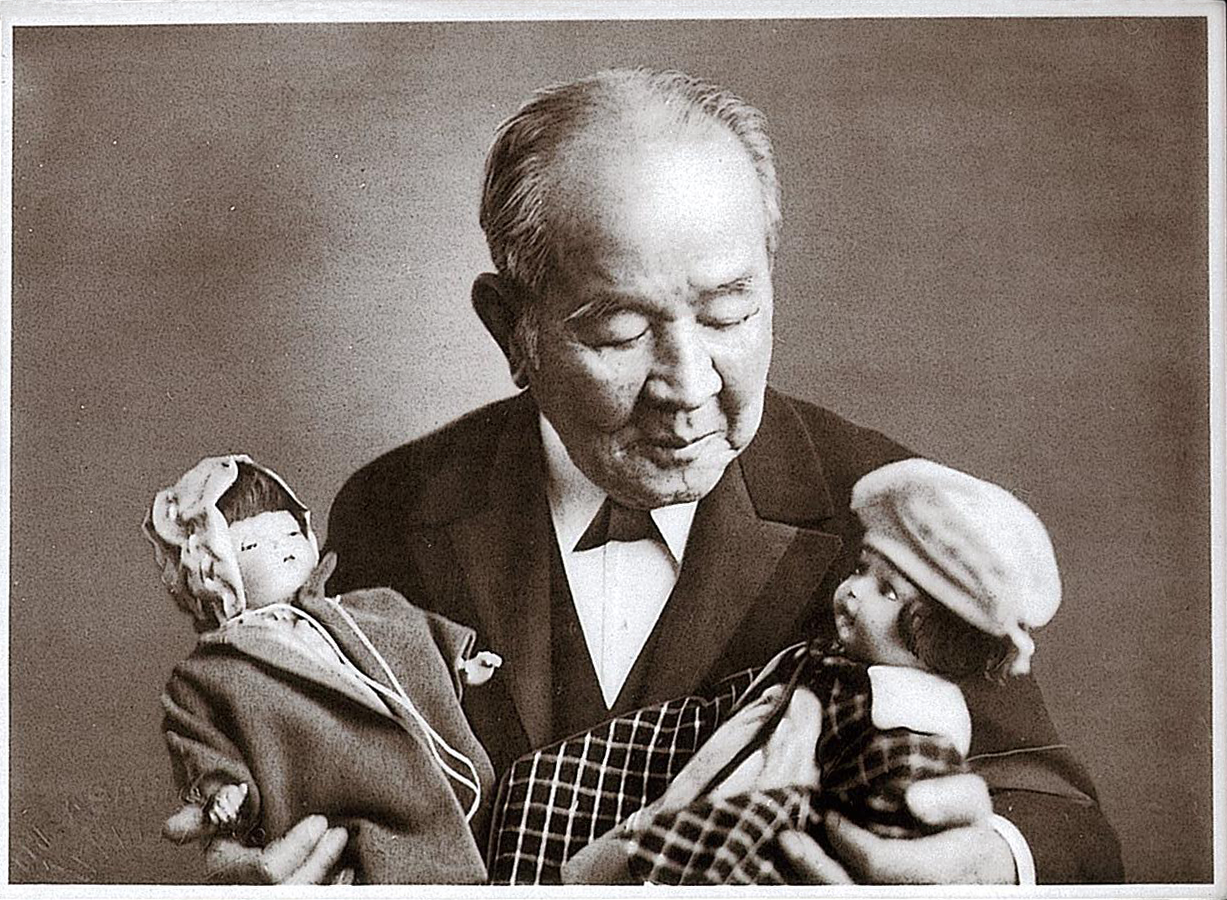
시부사와와 파란 눈의 인형

또한 일본국제아동친선회를 설립하여 미국의 인형과 일본의 인형(市松人形)을 교환하는 등, 교류 증진에 힘썼다. 1931년에는 중국에서 일어난 수해 복구를 위해 '중화민국수해동정회(中華民国水災同情会)' 회장을 맡아 의연금을 모집하는 등, 민간외교 선구자로서의 측면도 보여주었다. 이런 공로들을 인정받아 시부사와는 1926년과 1927년에 노벨평화상 후보로도 지명되었다.
정치활동

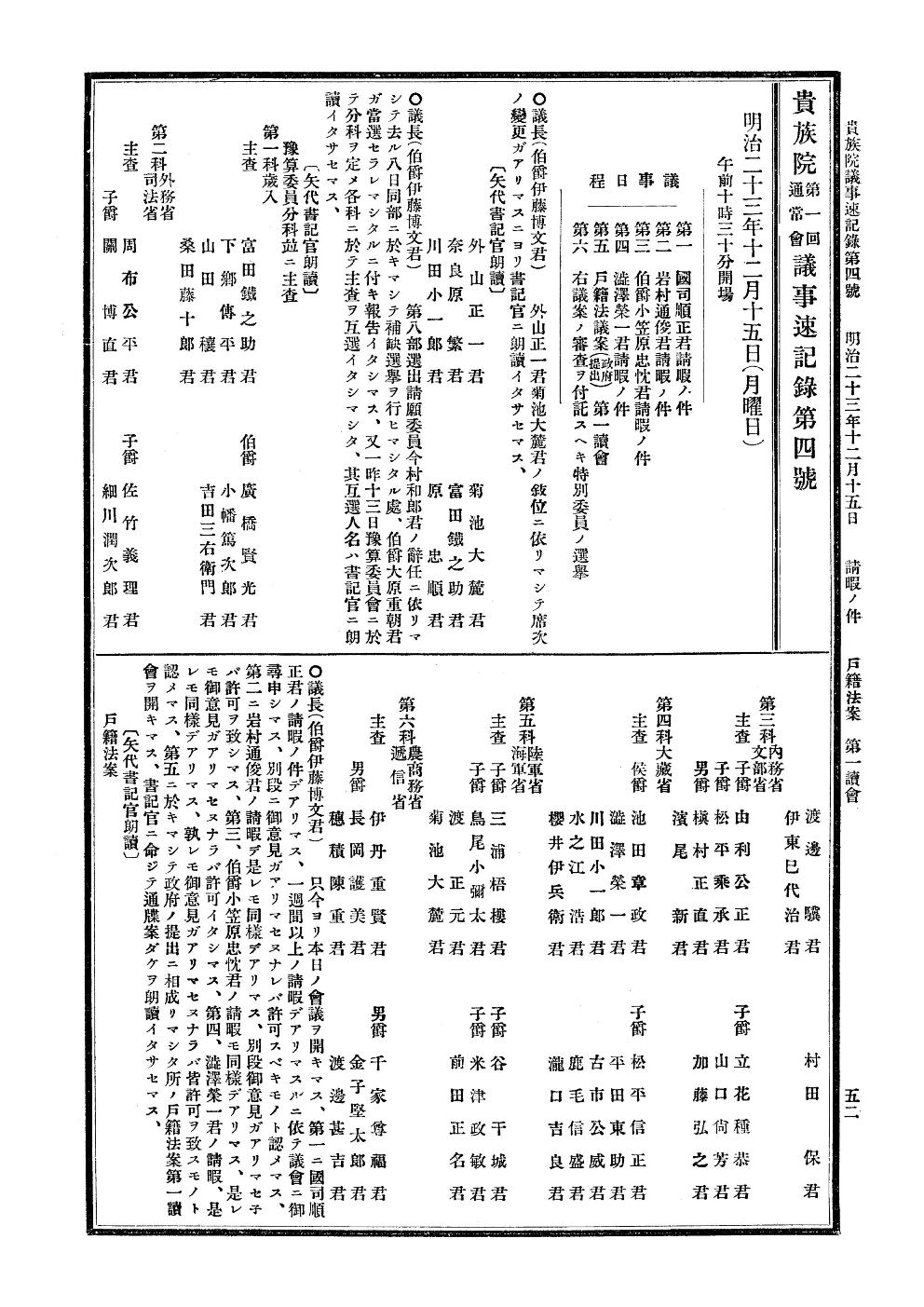
제국의회 의사록

1889년부터 1904년까지 15년간에 걸쳐, 후카가와구회(深川区会)의원을 역임하였고, 구회 의장에도 선출되어, 후카가와의 발전을 위해 노력하였다.
또한, 이때 제1회 일본 중의원 의원 총선거에 출마하지도 않았지만 도쿄 5구 (혼조구, 本所区), 후카가와구(深川区)에서 94표를 획득하였는데, 이것이 유효표로 간주되어 후보 중 2위를 기록하였다. 1890년 9월 29일에는 귀족원 의원으로 칙선되어, 같은 해 12월 15일에 열린 제1회 제국의회 귀족원 본회의에 출석하였는데, 이후에는 출석하지 않고 다음 해인 1891년 10월 29일에 사임하였다.
1901년 5월 16일에는 이노우에 내각의 대장대신(大蔵大臣) 자리를 요청받았으나, 이것도 사퇴하였다.
도덕경제합일설
1916년에 《논어와 주판(論語と算盤)》 을 저술하여 '도덕경제합일설(道德經濟合一說)'이라는 이념을 내세웠다. 유소년기에 배운 《논어》를 기반으로 하여 윤리와 이익의 양립이라는 이념을 내세웠는데, 시부사와는 경제를 발전시켜서 이익을 독점하는 것이 아니라, 나라 전체를 풍족케 하기 위해서 부는 전체가 공유하는 것으로서 사회에 환원해야 한다는 것을 설득하였고 이를 스스로도 명심하였다. 《논어와 주판》에는 그 이념이 단적으로 다음과 같이 서술되어 있다.
부(富)를 이루는 근원이 무엇인가 하면, 바로 인의도덕(仁義道徳)이다. 올바른 도리의 부가 아니라면, 그 부는 완전히 영속할 수가 없다.— 논어와 주판

그리고, 도덕과 멀리 떨어진 기만, 부도덕, 권모술수적인 장사수완은 진정한 재능이 아니라고 말하였다. 아래 인용문에는 시부사와 경영철학의 본질이 담겨져 있다.
일에 대해서는 어떻게 하면 이것이 도리(道理)에 들어맞을지를 먼저 생각하고, 그 다음에는 그 도리에 들어맞는 방식을 실천할 때 이것이 국가, 사회의 이익이 될지를 생각하고, 여기서 더 나아가 이것이 자신을 위하는 일이 되는지를 생각한다. 이렇게 생각해 볼 때, 만약 이것이 자신을 위한 일은 될 수 없지만, 도리에도 맞고, 국가, 사회까지도 이익이 되는 일이라면, 나는 결연히 자신을 버리고, 도리가 있는 곳을 따를 생각이다.— 논어와 주판

막말에 빗추마쓰야마번(備中松山藩)의 번정 개혁을 맡고 있었던 양명학자 야마다 호코쿠(山田方谷)의 문하생으로서, 시부사와와 같은 관점에서 '의리합일론(義利合一論)'을 논한 미시마 주슈(三島中洲)와 시부사와 에이이치가 서로 알게 되자, 곧 의기투합하여 깊은 교우관계를 갖게 된다. 시부사와는 미시마 사후에 그가 창립한 니쇼학사(二松学舍)의 경영에 깊게 관여하게 된다.
천견론
간토 대지진 이후 일본의 언론계에는, 세간의 풍조가 이기적이고 방만하게 된 때에, 자연이 천벌을 내려 개혁을 촉구한다고 해석하는 천견론(天譴論)이 유행하였는데, 그 도화선에 불을 붙인 것은 시부사와였다. 천견은 부패한 부르주아지와 근대산업문명을 비판하고, 평등과 자연회복을 찬미하는 유행어가 되었지만, 이에 부자연스러움과 위선을 느낀 사람도 적지 않았다. 주창자였던 시부사와조차도 "천견이라고 말하는 사람은 정말로 이것을 천견이라고 생각하는 것이 아닐지도 모릅니다."라며 쓴소리를 한 적이 있다.
에피소드
일본을 대표하는 경제인으로서, 또 초대 지폐두(紙幣頭)로서 일본은행권 지폐의 초상 후보자로 몇번이나 선발되었고, 천엔 지폐(1963년 발행)에서는 최종 선발까지 남았지만, 결국 채용되지는 못하였다. 그러나, 2024년도 상반기에 집행 예정인 지폐개정에서는 일만엔(一万円) 지폐에 시부사와의 초상을 걸기로 결정했다.

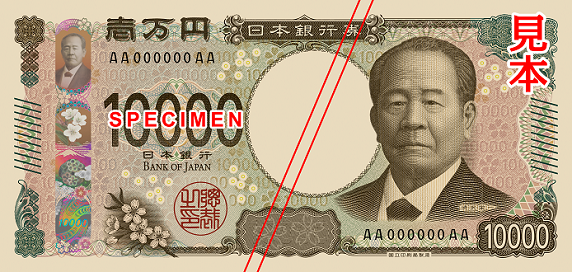
2024년에 발행될 예정인 1만엔권 견본

1902년부터 1904년에 걸쳐서 대한제국에서 발행된 초기의 제일은행권(第一銀行券) 1엔, 5엔, 10엔권에는 당시의 경영자였던 시부사와의 초상이 그려져 있었다. 참고로, 이 제일은행권을 「일국의 지폐에 일본의 민간은행의 은행권을 사용하고 있는 것은 도대체 무슨 경우인가」 라며 한국의 독자적인 중앙은행인 조선은행의 은행권으로 바꾼 사람이 통감부의 수장이던 이토 히로부미이다.
출신지인 후카야시에서는, 시부사와의 기일이 있는 달인 11월을 「시부사와 에이이치 기념월간」으로 지정하여 매년 이벤트를 열고있다. 현재 사이타마현에서는 시부사와의 공적에 연관지어, 건전한 기업 활동과 사회공헌활동에 몰두하고 있는 전국의 기업 경영자들에게 「시부사와 에이이치상」 을 수여하고 있다.

## 저서
- 『渋沢栄一全集』（全6巻） 平凡社、1930年
- 『青淵百話』 同文舘、1931年
- 일본의 설계자, 시부사와 에이이치 『雨夜譚 渋沢栄一自伝』（長幸男校注、岩波文庫、1984年）
- 논어와 주판 『論語と算盤』（梶山彬編） 国書刊行会、1985年／角川ソフィア文庫、2008年 ほか再刊
- 『論語講義』（講談社学術文庫（全7巻）、1977年）
- 『渋沢百訓 論語・人生・経営』 角川ソフィア文庫、2010年

## 가족관계
아내

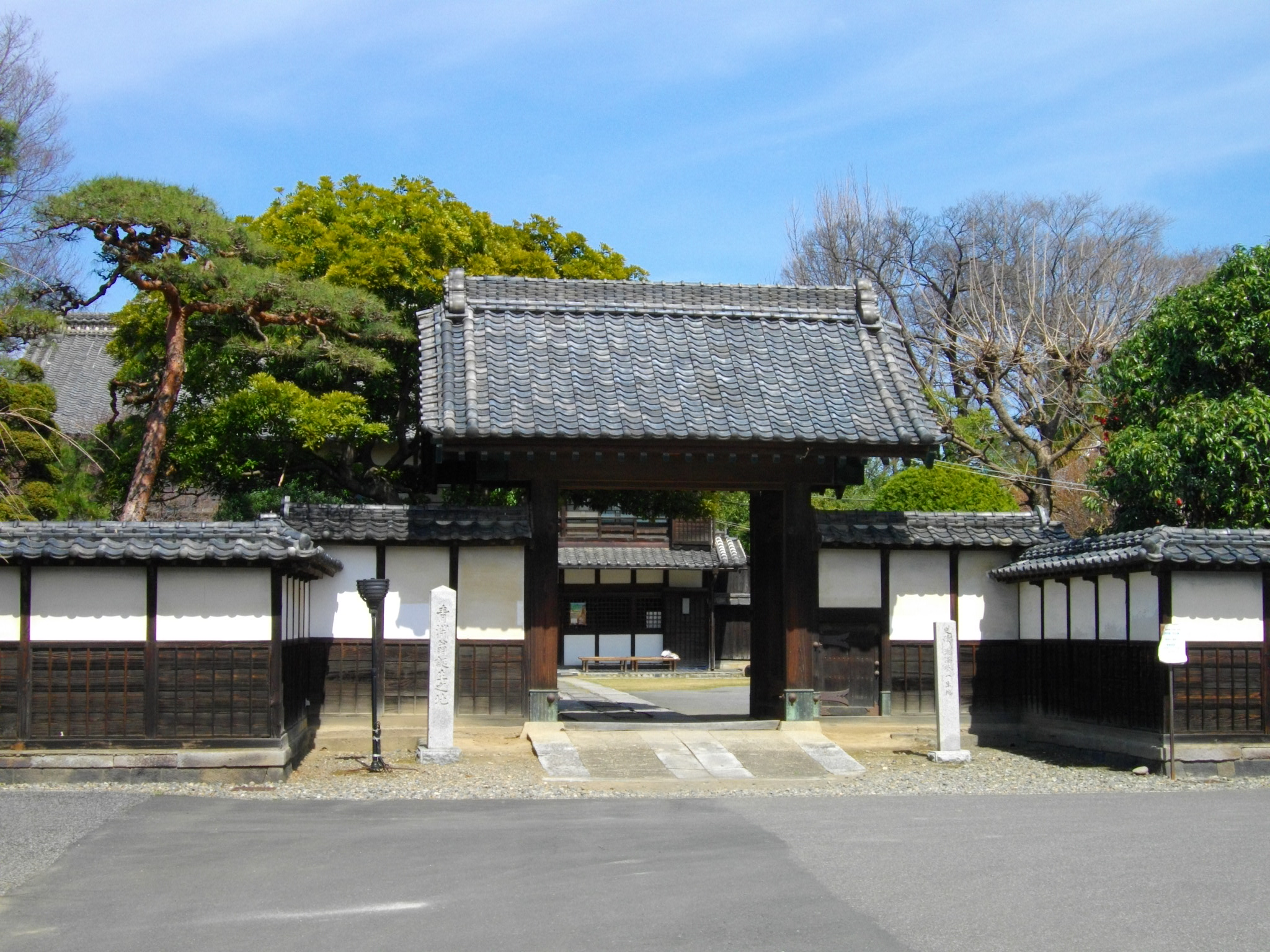
시부사와 에이이치 생가

지요(千代, 1841~1882년) - 우타코(歌子) · 고토코(琴子) · 도쿠지(篤二)의 어머니이다. 콜레라로 사망하였다. 오다카 아쓰타다(尾高惇忠)의 여동생으로, 에이이치와는 사촌남매 지간이다.
가네코(兼子) - 다케노스케(武之助) · 마사오(正雄) · 아이코(愛子) · 히데오(秀雄)의 어머니이다. 가네코는 이혼한 뒤 게이샤가 되기 위해 료고쿠(両国)에 있는 알선인에게 부탁을 했는데, 시부사와의 첩 이야기가 나와, 그의 후처가 되었다. 기이하게도 당시 시부사와의 집은 가네코의 본가가 몰락할 때 처분한 집이었다고 한다.
자녀

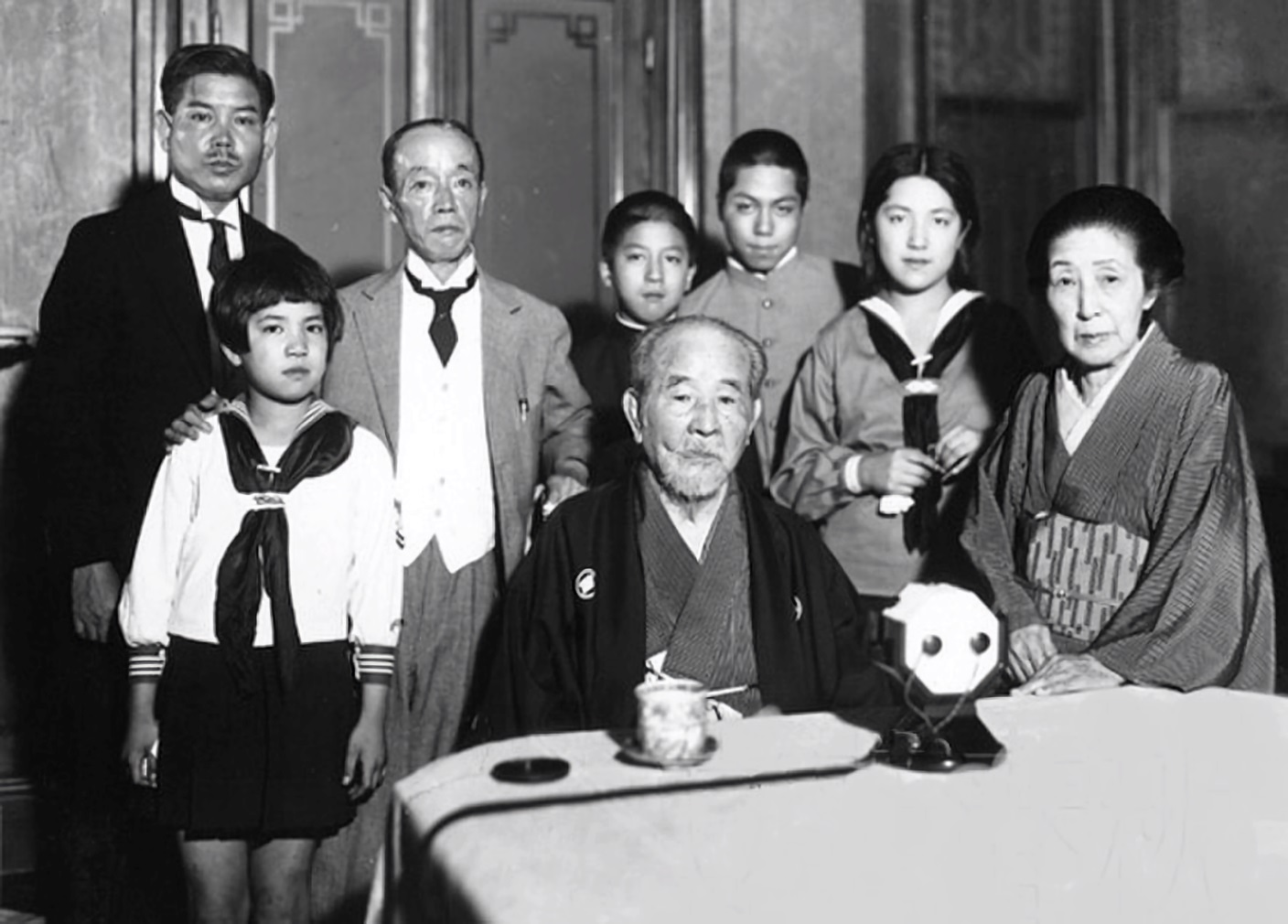
만년의 에이이치（1931年9月6日）

서자를 포함하면 다수의 자녀가 있는데, 시부사와동족회(渋沢同族会)는 적출(嫡出)인 7명의 자녀와 그 배우자 및 그 자녀에 의해 결성되었다.
장녀 : 우타코(歌子) (1863~1932년) - 법학자인 호즈미 노부시게(穂積陳重) 남작과 결혼하였다. 《호즈미 우타코 일기(穂積歌子日記)》라는 저서가 있다.
2녀 : 고토코(琴子) (1870~1925년) - 대장대신(大蔵大臣) · 류몬샤(龍門社)의 이사장을 지냈던 사카타니 요시로 자작과 결혼하였다.
장남 : 도쿠지(篤二) (1872~1942년) - 시부사와창고(澁澤倉庫)의 회장을 지냈다. 아내는 하시모토 사네야나(橋本実梁) 백작의 딸인 아쓰코(敦子)이다. 본인은 상속권이 박탈되었고 에이이치의 장남인 게이조(敬三)가 적손(嫡孫)이 된다. 그 연유에는 여러 가지 설이 있으나 정설은 없다. 신바시(新橋)의 게이샤인 교쿠초(玉蝶)와의 놀아나서 그랬다는 설도 있고, 실업가(事業家)라기보다 감성이 풍부한 예술가 기질에 허약한 체질이어서 이 점이 우려되었기 때문이라는 설도 전해지고 있다.
2남 : 다케노스케(武之助) (1886~1946년) - '이시카와지마 비행기제작소(石川島飛行機製作所)'의 제2대 사장이다.
3남 : 마사오(正雄) (1888~1942년) - 일본제철(日本製鐵) 부사장을 지냈다. '이시카와지마 비행기제작소(石川島飛行機製作所)'의 초대 사장이다.
3녀 : 아이코(愛子) (1890년~?) - 시부사와창고(澁澤倉庫) 회장, 제일은행장(第一銀行頭取), 류몬샤(龍門社) 이사장을 역임한 아카시 테루오(明石照男)와 결혼하였다.
4남 : 히데오(秀雄) (1893년~1984년) - 도쿄 다카라즈카 극장의 회장, 도호의 이사 / 회장을 역임하였다.
서자 : 후미(ふみ) - 어머니는 오우치 구니(大内くに) (1853~?). 동양생명(東洋生命) 사장을 지낸 오다카 지로(尾高次郎)와 결혼하였다. 지로(次郎)는 에이이치(栄一)의 아내인 지요(千代)의 오빠 오다카 아쓰타다(尾高惇忠)의 아들이다.
서자 : 데루코(照子) (?~1927년) - 어머니는 오우치 구니(大内くに)이다. 후지제지(富士製紙)의 사장을 지낸 오카와 헤이자부로(大川平三郎)와 결혼하였다. 헤이자부로(平三郎)는 에이이치(栄一)의 아내인 지요(千代)의 언니의 아들이다.
서자 : 호시노 다쓰오(星野辰雄) (1893년~?) - 도쿄인쇄(東京印刷)의 사장인 호시노 샤쿠(星野錫)의 양자로 들어갔는데, 후일 릿쿄 대학의 교수가 되었다. 에이이치(栄一)의 장녀인 우타코(歌子)의 남편 호즈미 노부시게(穂積陳重)의 남동생인 호즈미 야쓰카(穂積八束)의 차녀와 결혼하였다.
서자 : 하세가와 주자부로(長谷川重三郎) (1908~1985년) - 제일은행장(第一銀行頭取)을 지냈다.
양자 : 헤이쿠로(平九郎) (?~1868년) - 에이이치(栄一)의 아내인 지요(千代)의 남동생이다. 한노 전쟁(飯能戦争)에서 신정부군에게 패하여 자결하였다.
손주
호즈미 시게토(穂積重遠) - 우타코(歌子)의 장남이다. 법학자이자 최고재판소 판사였다.
호즈미 신로쿠로(穂積真六郎) - 우타코(歌子)의 4남이다. 조선총독부 식산국장부터 조선상공회의소 회장까지 역임하였다. 후일 참의원 의원이 되었다.
사카타니 기이치(阪谷希一) - 고토코(琴子)의 장남이다. 만주국 총무청 차장과 '중국연합준비은행 고문(中国聯合準備銀行顧問)'을 역임하였다.
시부사와 게이조 - 도쿠지(篤二)의 장남이다. 자작(子爵) 작위를 받은 민속학자(民俗学者)이다. 시부사와동족사장(澁澤同族社長), '시부사와창고 이사(澁澤倉庫取締役)', '제일은행 부행장(第一銀行副頭取)', '일본은행 총재(日銀総裁)', 대장대신(大蔵大臣) 등을 역임하였다.
시부사와 노부오(渋沢信雄) - 도쿠지(篤二)의 차남이다. 무역상(貿易商)이다. '시부사와창고 감사(澁澤倉庫監査役)'를 지냈다. 아내는 음악교육가인 사이토 히데오(齋藤秀雄)의 여동생이다.
시부사와 도모오(渋沢智雄) - 도쿠지(篤二)의 3남이다. '시부사와창고 상무(澁澤倉庫常務)'를 지냈다.
사메지마 준코(鮫島純子) - 마사오(正雄)의 차녀이다. 사메지마 가즈시게(鮫島員重, 이와쿠라 도모미(岩倉具視)의 증손이자 사메지마 도모시게(鮫島具重)의 아들이다)의 아내이다. 《조부 시부사와 에이이치에게 배운 것(祖父・渋沢栄一に学んだこと)》, 《무슨 일이 있어도, 고마워(なにがあっても、ありがとう)》 등의 저서가 있다.
아카시 쇼조(明石正三) - 아이코(愛子)의 3남이다. '아시카가은행 감사(足利銀行監査役)'를 지냈다.
아카시 다케카즈(明石武和) - 아이코(愛子)의 7남이다. '아지노모토 상무(味の素常務)'를 지냈다.
시부사와 가즈오(渋沢一雄) - 히데오(秀雄)의 장남이다. 아코디언 연주자이자 음악가이다.
시부사와 하나코(渋沢華子) - 히데오(秀雄)의 3녀이다. 소설가이다.
오다카 호사쿠(尾高豊作) - 후미(ふみ)의 장남이다. 실업가이자 교육자이다.
오타카 도모오(尾高朝雄) - 후미(ふみ)의 차남이다. 법철학자이다.
오다카 구니오(尾高邦雄) - 후미(ふみ)의 3남이다. 사회학자이다. 아내는 철학자인 와쓰지 데쓰로(和辻哲郎)의 딸이다.
오타카 히사타다(尾高尚忠) - 후미(ふみ)의 4남이다. 지휘자이자 작곡가이다.
증손
시부사와 주이치(渋沢寿一) - 'NPO법인 수목환경네트워크협회 전무이사(NPO法人樹木環境ネットワーク協会専務理事)'이다.
시부사와 마사히데(渋沢雅英) - 게이조(敬三)의 장남이다. '시부사와 에이이치 기념재단 이사장(渋沢栄一記念財団理事長)', '도쿄여학관 이사장(東京女学館理事長)', '이니셔티브스 오브 체인지 고문(イニシアティブス・オブ・チェンジ顧問)' 등을 역임하였다.
사카타니 요시나오(阪谷芳直) - 은행가이자 이코노미스트이자 사상가이자 번역가이다.
호즈미 시게유키(穂積重行) - 서양사학자(西洋史学者)이다.
이와사 미요코(岩佐美代子) - 국문학자(国文学者)이다.
이시구로 고지로(石黒孝次郎) - 고미술상이자 레스토랑 경영자이다.
구루 도모코(久留都茂子) - '도쿄여학관 단기대학 학장(東京女学館短期大学学長)'을 지냈다.
오다카 고노스케(尾高煌之助) - 경제학자이다.
오타카 아쓰타다(尾高惇忠) - 작곡가이다.
오타카 다다아키(尾高忠明) - 지휘자이다.
고노 노리코(河野典子) - '주러시아 특명전권대사'를 지낸 고노 마사하루의 아내이다.
오카와 게이지로(大川慶次郎) - 경마평론가(競馬評論家).
모로이 가쓰노스케(諸井勝之助) - 회계학자(会計学者)이다. 모로이 간이치(諸井貫一) (시부사와 가문[渋沢家]과 오다카 가문[尾高家]의 먼 친척)의 데릴사위이다.

## 같이 보기
- 시부사와 사료관
- 하치스카 모치아키